# Cantón de Golfito
Cantón de Golfito är en kanton i Costa Rica.   Den ligger i provinsen Puntarenas, i den sydöstra delen av landet, 180 km sydost om huvudstaden San José.
Följande samhällen finns i Cantón de Golfito:
- Golfito